# Graymoor-Devondale
Graymoor-Devondale – miasto w Stanach Zjednoczonych, w stanie Kentucky, w hrabstwie Jefferson.